# District (Suisse)

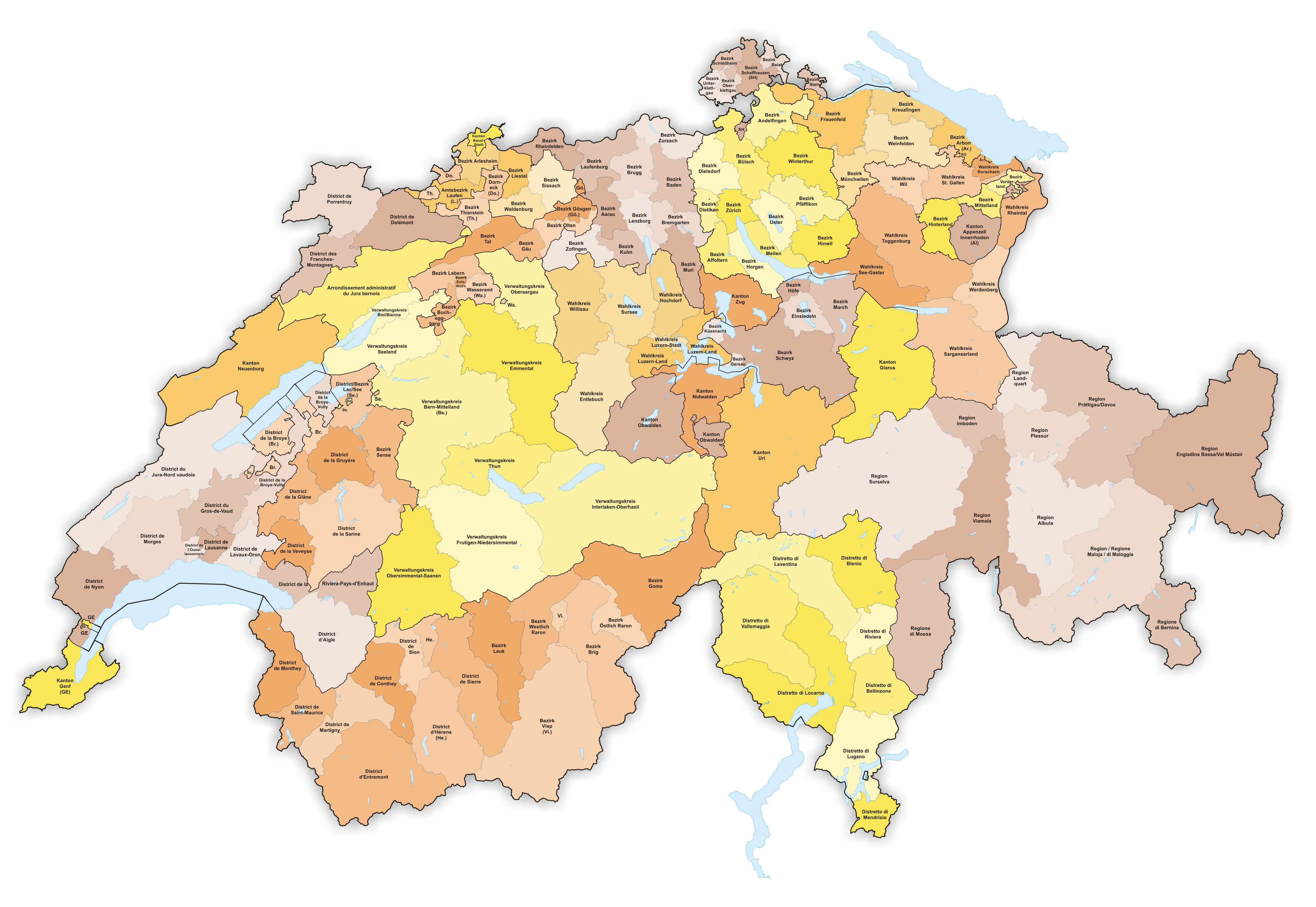
Districts suisses au 1 janvier 2024.

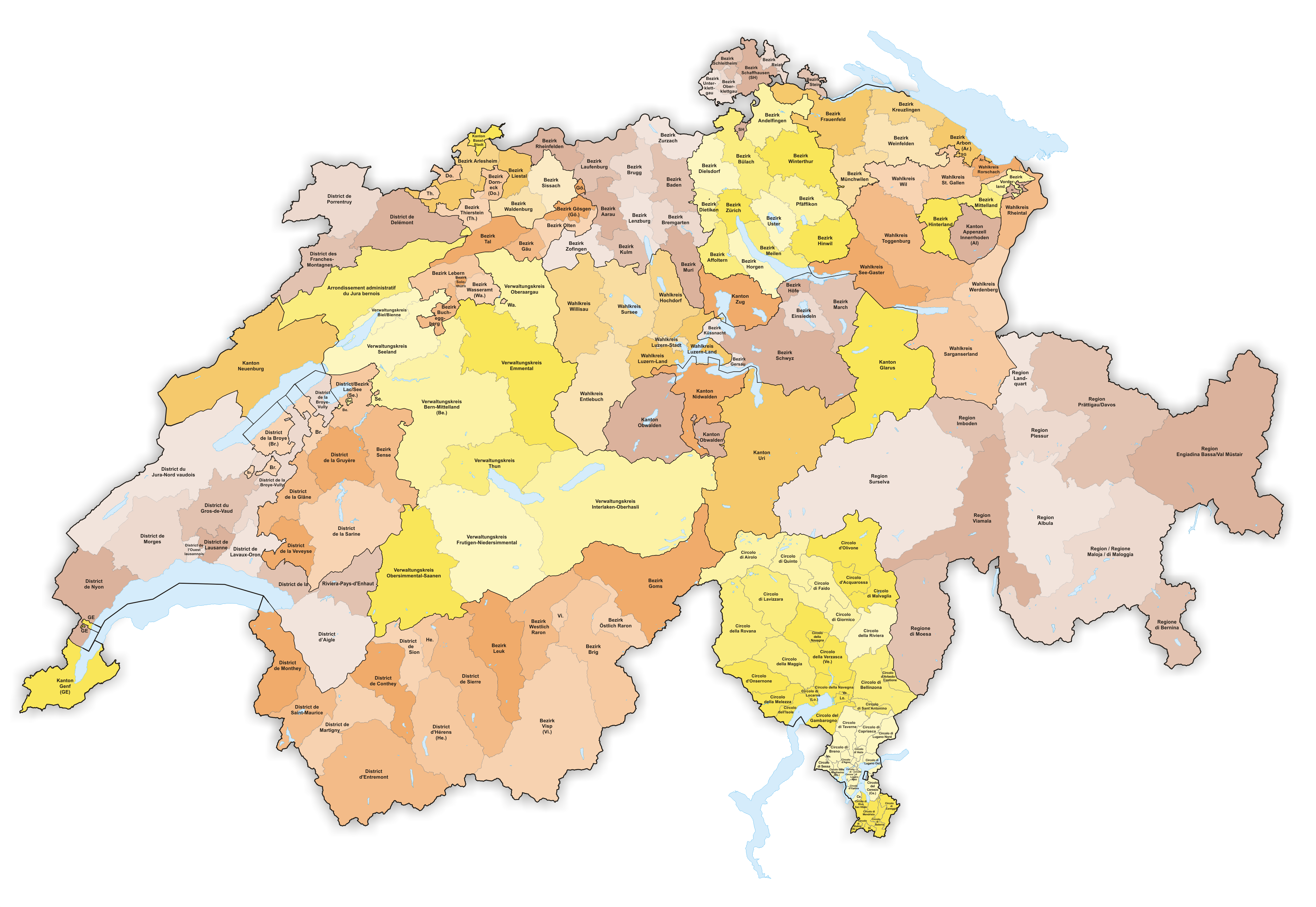
Districts et cercles communaux (le cas échéant) suisses au 1 janvier 2024.

En Suisse, le district (en allemand : Bezirk, en italien : Distretto) est une subdivision territoriale qui existe dans certains cantons et qui forme l'échelon intermédiaire entre le canton et la commune. Chaque canton est libre de structurer son organisation interne comme il l'entend, et il peut prendre différents noms, en particulier en Suisse alémanique, outre Bezirk, il peut être ainsi nommé Verwaltungsregion, Verwaltungskreis, Wahlkreis, Amtei ou Amt.
Pour des raisons historiques, les districts du canton de Schwytz, ainsi que ceux qui existaient dans le canton des Grisons, ont leur propre personnalité juridique ayant compétence sur la collecte l'impôt et ont leurs propres Landsgemeinde. Sept des vingt-six cantons — Uri, Obwald, Nidwald, Glaris, Zoug, Bâle-Ville et Genève — n'ont jamais été subdivisés en districts. Enfin, le canton d'Appenzell Rhodes-Intérieures est certes découpé en districts mais ces derniers désignent en réalité les communes.

## Caractéristiques
Les districts existent dans 10 des 26 cantons suisses. Du fait de la structure fédéraliste de la Suisse, leur rôle peut varier suivant les cantons. En général, ils ne sont que des circonscriptions administratives, électorales ou judiciaires, chaque district ne possédant qu'un tribunal. Dans le canton des Grisons, les districts avaient une souveraineté fiscale et politique propre.
Un district regroupe un certain nombre de communes (d'une seule à 75 pour le district du Jura-Nord vaudois), sauf dans le canton d'Appenzell Rhodes-Intérieures où les districts désignent les communes et sont les plus petites subdivisions du canton. Dans le canton du Tessin, ainsi qu'auparavant dans ceux des Grisons, de Thurgovie et de Vaud, ils sont subdivisés en cercles. Le canton du Valais possède également deux demi-districts.
En Suisse romande, ainsi que dans les régions où le romanche est parlé, cette subdivision est systématiquement nommée « district ». En Suisse italienne, elle se nomme distretto. En Suisse alémanique, et ce dès 1803, le terme français initialement utilisé est remplacé par divers termes allemands soit par le très répandu Bezirk ou, selon le canton, par divers termes hérités de l'ancien régime : Amt (« prévôtés ») dans le canton de Lucerne, Amtei dans le canton de Soleure ou Amtbezirk dans le canton de Berne.

## Évolution

### Origine du district
En 1798, la République helvétique abolit les anciens bailliages et redécoupe son territoire en districts et en communes, s'inspirant de la République française où les districts existèrent de 1790 à 1795 .

### Cantons non subdivisés en districts
Seize des vingt-six cantons n'ont pas divisé leur territoire en districts, comme échelon administratif intermédiaire entre l'État et la commune.
Huit d'entre eux n'ont jamais été découpés ainsi, pour des raisons évidentes de taille ou parfois historiques : Uri, Obwald, Nidwald, Glaris, Zoug, Appenzell Rhodes-Intérieures où les 5 districts représentent 5 communes, Bâle-Ville et Genève.
D'autres cantons ont supprimé leurs districts et les ont parfois maintenus à des fins statistiques (Schaffhouse et Soleure) :
- Le canton d'Appenzell Rhodes-Extérieures supprime ses districts en 1995 ;
- Le canton de Schaffhouse supprime ses districts en 1999 ;
- Le canton de Saint-Gall remplace ses districts par des circonscriptions électorales en 2003 ;
- Le canton de Soleure remplace ses districts par des circonscriptions électorales en 2005 ;
- Le canton de Lucerne remplace ses districts par des arrondissements électoraux en 2013 ;
- Le canton des Grisons remplace ses districts par des régions en 2016 ;
- Le canton de Neuchâtel remplace ses 6 districts en 2018 par quatre régions statistiques dans une unique circonscription électorale[2].

### Réduction du nombre de districts
Trois cantons ont vu leur nombre de districts réduit :
- Le canton des Grisons a réduit le nombre de ses districts de 14 à 11 en 2001 ;
- Le canton de Thurgovie a réduit le nombre de ses districts de 8 à 5 en 2011 ;
- Le canton de Vaud a réduit le nombre de districts de 19 à 10 en 2008.

### Projets en cours ou abandonnés
En 2006, le canton de Schwytz a envisagé la suppression de ses districts, mais a finalement rejeté cette décision. Il en a été de même en 2010 dans le canton de Fribourg.
Une telle suppression est aussi évoquée en 2014 dans le canton du Valais. Une première proposition a vu le jour en 1998, accompagnée d'une forte réduction du nombre de communes (une vingtaine seulement).

## Liste des districts par canton

### Zurich
Le canton de Zurich est constitué de douze districts :
- District d'Affoltern ;
- District d'Andelfingen ;
- District de Bülach ;
- District de Dielsdorf ;
- District de Hinwil ;
- District de Horgen ;
- District de Meilen ;
- District de Pfäffikon ;
- District d'Uster ;
- District de Winterthour ;
- District de Dietikon ;
- District de Zurich.

### Schwytz
Le canton de Schwytz est constitué de six districts :
- District d'Einsiedeln ;
- District de Gersau ;
- District de Höfe ;
- District de Küssnacht ;
- District de March ;
- District de Schwytz.

### Fribourg
Le canton de Fribourg est constitué de sept districts :
- District de la Broye ;
- District de la Glâne ;
- District de la Gruyère ;
- District de la Sarine ;
- District du Lac ;
- District de la Singine ;
- District de la Veveyse.

### Bâle-Campagne
Le canton de Bâle-Campagne est constitué de cinq districts :
- District d'Arlesheim ;
- District de Laufon ;
- District de Liestal ;
- District de Sissach ;
- District de Waldenburg.

### Argovie
Le canton d'Argovie est constitué de onze districts :
- District d'Aarau ;
- District de Baden ;
- District de Bremgarten ;
- District de Brugg ;
- District de Kulm ;
- District de Laufenburg ;
- District de Lenzbourg ;
- District de Muri ;
- District de Rheinfelden ;
- District de Zofingue ;
- District de Zurzach.

### Thurgovie
Le canton de Thurgovie est constitué de cinq districts :
- District d'Arbon ;
- District de Frauenfeld ;
- District de Kreuzlingen ;
- District de Münchwilen ;
- District de Weinfelden.

### Tessin
Le canton du Tessin est constitué de huit districts et trente-huit cercles :
- District de Bellinzone ;
- District de Blenio ;
- District de Léventine ;
- District de Locarno ;
- District de Lugano ;
- District de Mendrisio ;
- District de Riviera ;
- District de Vallemaggia.

### Vaud
Le canton de Vaud est constitué de dix districts :
- District d'Aigle ;
- District de la Broye-Vully ;
- District du Gros-de-Vaud ;
- District du Jura-Nord vaudois ;
- District de Lausanne ;
- District de Lavaux-Oron ;
- District de Morges ;
- District de Nyon ;
- District de l'Ouest lausannois ;
- District de la Riviera-Pays-d'Enhaut.

### Valais
Le canton du Valais est constitué de quatorze districts et demi-districts :
- District de Brigue ;
- District de Conthey ;
- District d'Entremont ;
- District de Conches ;
- District d'Hérens ;
- District de Loèche ;
- District de Martigny ;
- District de Monthey ;
- Demi-district de Rarogne occidental ;
- Demi-district de Rarogne oriental ;
- District de Saint-Maurice ;
- District de Sierre ;
- District de Sion ;
- District de Viège.

### Jura
Le canton du Jura est constitué de trois districts :
- District de Delémont ;
- District des Franches-Montagnes ;
- District de Porrentruy.